# 亨利·萊斯
腓特烈·亨利·萊斯爵士，Bt，OBE[?]（1863年3月27日—1933年4月22日），英國工程師和汽車設計師，1906年與查爾斯·勞斯創立勞斯萊斯有限公司，以生產高級轎車和航空引擎聞名。
萊斯童年的時候家境困頓，曾當送報童和電報生。1877年，他獲得機會到大北方鐵路公司的蒸汽機車工程部當學徒，三年間學習了不少關於工程的基本知識。其後他一度受僱於里茲一家機器工具公司，未幾於1882年獲倫敦電燈及電力公司聘用為測試員，工餘時候還積極進修，這使他獲得公司派往利物浦，在當地的子公司升任總工程師。
1884年，萊斯在曼徹斯特與一名朋友合資創立F·H·萊斯公司，公司其後於1894年註冊成萊斯有限公司。萊斯為公司設計出多款電力裝置，當中包括新款的發電機、電力起重機和摩打等，並以質優耐用著稱，為公司賺取得可觀的利潤。踏入20世紀，他還把目光投放到新興的汽車工業，並於1904年製成首輛由他設計的汽車。萊斯設計的汽車得到汽車代理商查爾斯·勞斯的賞識，兩人遂於1906年合組成立勞斯萊斯有限公司，由萊斯主導設計和生產，勞斯則負責市場銷售。雖然勞斯後來在1910年一次航空意外中逝世，但萊斯設計的高級轎車依舊在市場上取得極大的成功，由他設計的銀鬼轎車和幻影轎車，更成為了勞斯萊斯旗下的經典車系。
第一次世界大戰期間，萊斯進一步挑戰航空引擎的領域，由他設計的雕式引擎、獵鷹引擎、鷹式引擎和兀鷲引擎，更在戰時和戰後發揮良好的表現。萊斯後來把他在1925年設計的茶隼引擎改良成R型引擎，該款引擎促成英國隊在1929年和1931年的史奈德盃水上飛機競賽連續兩屆蟬聯獎盃。萊斯晚年還設計出隼式引擎的原型，該款引擎後來在第二次世界大戰期間應用於噴火戰鬥機和颶風戰鬥機上，成為該兩款戰鬥機的重要配備。
萊斯畢生把大量精力投放到汽車和航空引擎的設計工作，不停工作和作息不定的他終於在1908年積勞成疾。為免健康進一步惡化，萊斯獲公司安排在家工作，夏天的時候留在英國，冬天則到法國避寒，他在兩地的居所都設有繪圖室，並由公司派出專業團隊當助手。這種把設計和生產工作分隔的安排，在當時並不常見，而雖然他餘生都未曾踏足勞斯萊斯的廠房，卻仍然有效地主持廠房的設計工作。為肯定他對英國工程界的貢獻，他在1918年獲英廷頒授OBE勳銜，1930年更進一步獲冊封為世襲從男爵。

## 生平

### 早年生涯
萊斯1863年3月27日生於英國彼得伯勒附近一個名叫奧沃爾頓（Alwalton）的小村莊，他的父親詹姆士·萊斯（James Royce，1830年－1872年）原本在當地經營一家麵粉廠，他的母親瑪麗·金恩（Mary King，？－1904年）是本傑明·金恩（Benjamin King）的三女，其父於雅息士郡埃德溫府（Edwin's Hall）務農。萊斯的父母共育有兩子三女，他在家中排行最小。萊斯只有四歲的時候，他的父親帶著兩名兒子前往倫敦，打算經營一家更大的麵粉廠，但計劃很快就因為資金周轉不靈而失敗。面對一家生活陷入困頓，萊斯自幼便受僱於書刊零售商W·H·史密斯公司當送報童幫補家計，他最初負責在克拉珀姆送報，後來又被轉派到主教門（Bishopgate）一帶送報。萊斯的父親在1872年因病逝世，死時僅僅遺下20英鎊，只有九歲的萊斯更被迫綴學，其後一度在倫敦梅費爾一家郵政局當電報生過活。
一直到1877年，14歲的萊斯獲他的一位嬸嬸接濟，每年給他20英鎊資助他到大北方鐵路公司位於彼得伯勒的蒸汽機車工程部當學徒，這才使他的生活起了變化。三年後，由於萊斯的嬸嬸停止接濟，他被迫終止在鐵路公司的學徒工作，雖然如此，他在那三年間學習了不少關於工程的基本知識，也使他燃起了對工程的終身興趣。此後，他一度受僱於里茲一家機器工具公司，但每周要工作54小時，周薪卻只有11先令。為了尋找更好的工作前途，他未幾再一次到倫敦找工作，並於1882年獲倫敦電燈及電力公司聘用為測試員，協助在倫敦街頭安裝當時新興的電弧街燈和白熾街燈。在工餘時間，他又分別報讀倫敦城市公聯會的夜校課程、以及位於攝政街的昆廷·霍格理工日校，以增補工程學方面的知識。他的工作表現慢慢地得到上司的賞識，正好當時公司成立一家名叫蘭開郡馬克西姆及西部電力公司的子公司，負責為利物浦鋪設電燈照明網絡，他於是獲擢升為該子公司的總電機工程師，專責為當地的劇院引入電力照明。可是，萊斯在任數月後，母公司卻因為經營不善而清盤，萊斯一時間又面臨失業。

### 合資創業
雖然面臨失業，但萊斯沒有打算再找工作；相反，透過在利物浦的工作關係，他結識同樣從事工程的歐內斯特·克萊蒙特（Ernest Claremont，1863年－1922年），而萊斯失去利物浦的工作後，便決定運用自己的電機工程經驗，在1884年與克萊蒙特合夥成立F·H·萊斯公司（F. H. Royce & Co.）。萊斯公司最初由克萊蒙特出資50英鎊作為資本，而萊斯則出資25英鎊；公司設址於曼徹斯特曲街（Cooke Street），主要生產電鈴裝置、燈座、電路開關、保險絲和記錄儀器等產品。在那裡，萊斯還設計出一款裝上鼓形繞線電樞的發電機，可以在發電機產生直流電的時候達至無火花換流的效果，再加上萊斯注重產品品質，結果為該款發電機贏得可靠穩定和壽命持久的信譽，並廣泛應用於棉紡織廠、一般工廠和船隻的電力照明系統。1893年，萊斯與克萊蒙特分別迎娶倫敦出版商阿爾弗雷德·蓬特（Alfred Punt）的兩名女兒，公司也憑藉這兩段婚姻獲進一步注資1,500英鎊。

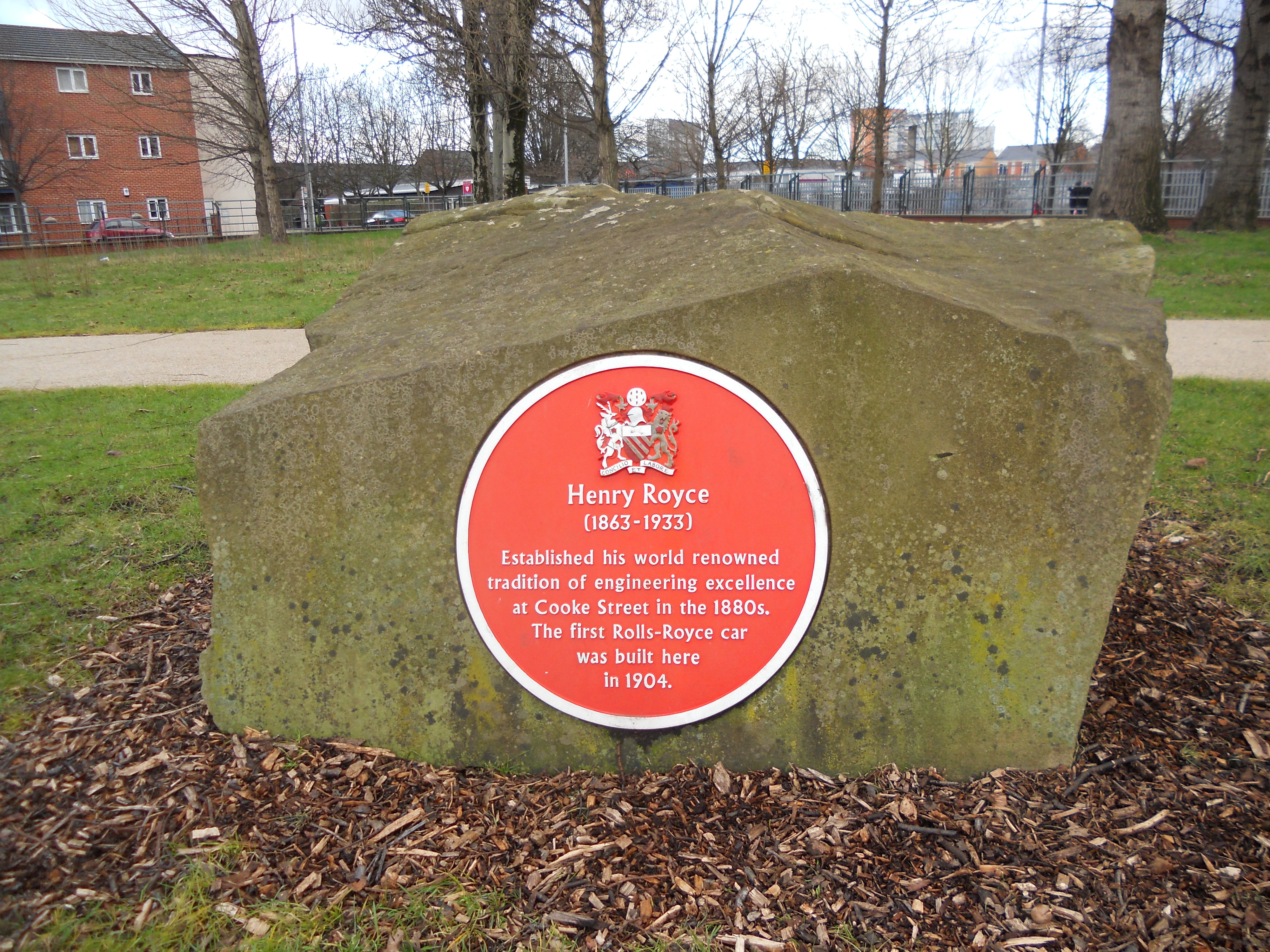
曼徹斯特曲街廠房舊址紀念碑

1894年，F·H·萊斯公司各合夥人正式把公司註冊成萊斯有限公司（Royce Ltd.），同時加入了新的股東和注入了新的資金。此外，新公司起用年輕出納兼會計師出身的約翰·德洛澤（John De Looze，1872年－1953年）為公司秘書，這個安排使萊斯不用再花時間埋首於繁瑣的文書工作，以便把全副精力專注於技術開發和尋找新的靈感。萊斯在這個時期設計出較重要的產品，包括新款的電力起重機和用於運河閘首的摩打。出於他對安全的重視，他又設計出一款調速器，用於控制起重機吊臂的下行速度，該項設計也由他在很早的階段取得專利。由1897年10月到1899年2月，公司的訂單總值由原來的6,000英鎊急增至20,000英鎊，為了擴張廠房生產能力以應付上升的訂單數量，期間股東還向公司注資多30,000英鎊。可是好景不常，第二次波耳戰爭在1899年爆發後，一時打擊了英國本土的投資意欲，而不少由德國和美國入口的廉價起重機不單套用了萊斯的一些改良技術，而且還進一步減價促銷，對萊斯的公司業務增長構成威脅。鑑於萊斯拒絕「將貨就價」，反對犧牲產品質量來降低價格和爭強競爭力，結果公司的財政狀況連年倒退。在這段困難時期，萊斯又開始把興趣由起重機轉移到汽車，也加深他的同僚對公司前景不明朗的焦慮。

### 勞斯萊斯

#### 汽車生產
源於對汽車的興趣，萊斯早年擁有一部法國的德翁-布東（De Dion-Bouton）四輪車，到1903年，他購入一部有10匹馬力的二手法國德科維爾（Decauville）汽車，作為他第一部擁有的汽車。當時，環球汽車工業仍處於萌芽階段，儘管汽車市場主要由法國支配，可是當中的汽車生產商事實上都是一些抱著半興趣性質和分散於法國各地的工場；與此同時，美國也開始有自己的汽車品牌，但萊斯認為他們的工程技術仍甚為落後，不值得借鉴。相反，萊斯購入那部二手的德科維爾汽車後，認為那部汽車的設計得宜，但工程水平仍有改進空間。有見及此，他在空餘的時間著手研究徹底重造那部汽車，後來還索性自行重新設計，最終他在1903年秋向公司宣佈計劃把他設計的汽車製造出來。經過連月的超時工作，再加上對各項部件展開五花八門且毫不手軟的試驗，萊斯終於在1904年4月1日在曼徹斯特的曲街廠房製成他首部配備雙汽缸和10匹馬力的汽車。

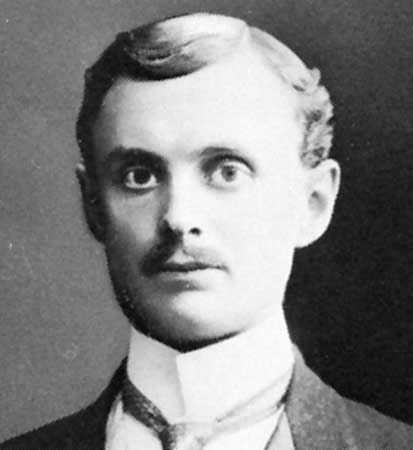
萊斯在1906年與查爾斯·勞斯（圖）等人成立勞斯萊斯有限公司

那部在曲街廠房製成的汽車主要由萊斯製作，過程中除了由T·S·哈爾登比（T. S. Haldenby）和艾力·普拉福德（Eric Platford）兩名學徒協助，另外還聘請了原本在特拉福德園（Trafford Park）威斯汀豪斯工場（Westinghouse）任職工具匠的亞瑟·沃莫爾德（Arthur Wormald）提供支援。曲街廠房起初一共生產了三輛樣品汽車，雖然三輛樣品車在首月的測試中經常故障，但萊斯堅持樣品車要達到高水準的表現，於是又對樣品車不斷改良，結果他很快便成功把樣品車提升至相當穩定可靠的水平，歐內斯特·克萊蒙特還買了其中一輛自用。
正好這時剛剛獲委任為萊斯公司董事的亨利·埃德蒙茲（Henry Edmunds，1853年－1927年）看到由萊斯生產的汽車，本身也是汽車會（皇家汽車會前身）理事的他把一些萊斯的汽車照片和規格說明交給友人查爾斯·勞斯（Charles Rolls，1877年－1910年）參考。當時勞斯與克勞德·約翰遜（Claude Johnson，1864年－1926年）在倫敦西區經營代理法國汽車的生意，他一直希望英國有自己的汽車品牌，並曾經接觸蘇格蘭工業家威廉·韋爾（William Weir，1877年－1959年）洽詢生產汽車的可能。當他看到萊斯的汽車資料後，對其生產的汽車感到相當的興趣。起初，勞斯邀請萊斯到倫敦洽談商機，但由於萊斯不願前往倫敦，勞斯於是在1904年5月在埃德蒙茲的陪同下親自前往曼徹斯特拜會萊斯。在那裡，勞斯對萊斯的汽車留下深刻的印象，雙方一拍即合，經討論後同意由勞斯獨家代理由萊斯生產的汽車，由此展開勞斯與萊斯兩人有名的合作關係。
由1904年至1906年間，本身是貴族家庭出身的勞斯負責在多場汽車可靠度測試會和賽車場合向外宣傳萊斯的汽車，而約翰遜負責營銷工作，萊斯則專注於生產。萊斯最初生產了四款馬力分別為10匹、15匹、20匹和30匹的底盤，其中又以配備四汽缸和20匹馬力的灰鬼轎車（Grey Ghost）最為成功。1906年3月15日，萊斯與勞斯進一步合作，組成勞斯萊斯有限公司（Rolls-Royce Ltd.），並由克萊蒙特擔任主席（到1922年逝世為止）。萊斯在新公司獲聘任為總工程師兼工務總監，年薪為1,250英鎊，另可從10,000英鎊以上的利潤獲分4%獎金，成為新公司內薪酬待遇最優厚的一人。勞斯萊斯公司成立初年，公司在籌集資金上一度面臨困難，到1906年12月，在新公司內出任營運總監的約翰遜決定拓展市場和降低成本的最佳的方法，是統一和整合頂級轎車的生產。為此，勞斯設計出兩款分別配備40匹和50匹馬力的銀鬼轎車（Silver Ghost）。這款轎車被譽為是萊斯的「最偉大成就」，並從1907年投產以來，一直生產到1925年，才被更新款的幻影（Phantom）和後來的幽魂（Wraith）系列轎車取代。面對市場上龐大的需求，銀鬼轎車始終處於供不應求的狀態；由1907年至1916年，勞斯萊斯一共生產了2,813輛銀鬼轎車，後來由1919年到1925年再多生產3,360輛；銀鬼轎車的售價，也由最初每輛985英鎊，在受到戰時通漲的影響下升至1,450英鎊。購買的車主更不乏威爾斯親王、西敏公爵和英屬印度伯蒂亞拉土邦主等來自海內外的貴族名流。為了應付銀鬼轎車的訂單，勞斯萊斯還在1908年6月把汽車生產部由曼徹斯特的曲街廠房分拆到德比郡。
雖然萊斯被董事局認為是一位出色的工程師和設計師，但鑑於他從不理會收支平衡對公司營運的重要性，所以董事局對於他在生產工程方面的表現有所保留。1908年9月，在過去四年來不停工作、食無定時的萊斯終於積勞成疾；結果在約翰遜的建議下，他決定在家中自設繪圖室工作，並由一隊專業繪圖員當助手。然而，與萊斯合作數年的勞斯在1910年的一場航空表演活動中意外墜機喪生，更使萊斯的健康狀況崩潰，被迫在翌年接受一項大型手術。約翰遜明白到萊斯的才華是公司最重要的資產，因此他在萊斯康復後建議他到法國南部休養，以免健康進一步惡化；同時，他又在萊斯位於法國南部的住處旁邊設立一個繪圖室，提供八名私人助手，好讓他繼續工作。這種把設計和生產工作分隔的安排，在當時並不常見，但萊斯此後終身都是以這種安排延續他的設計工作，而且未曾重訪德比郡廠房方圓百英里內的地方。在夏天，他會留在英國根德郡聖瑪嘉烈灣（St Margaret's Bay）的府第，或是位於薩塞克斯郡西威特林（West Wittering）的寓所，冬天則遷到法國南部里維耶拉的小村莊勒卡納代勒（Le Canadel）避寒。儘管如此，他在往後大約20年的時間仍然有效主管主要的設計工作，以及緊貼掌握各項實驗和其他生產事務。在汽車生產方面，他還設計出多項新或改良的裝置，當中包括用於閥動裝置的靜音凸輪、用於定時齒輪的摩擦耗能滑動飛輪和彈簧傳動裝置、蓄電池點火裝置、強化了的化油器、以及耐磨轉向裝置等。

#### 航空引擎
勞斯生前曾經多次建議萊斯設計航空引擎，但萊斯一直不為所動。直到第一次世界大戰在1914年爆發後，他才燃起對航空引擎的興趣。受到當時橫越英倫海峽的新興飛船所驅使，他開始嘗試修改原有的銀鬼轎車引擎，使之能夠應用於飛機上。深入研究過多款氣冷式引擎後，他最終選擇沿用一向採用的液冷式設計，並建基於一款12氣缸的V型引擎，於1915年為海軍本部製成一部擁有200匹馬力的雕式航空引擎（Eagle）。這款雕式引擎是一戰期間兩款未曾出現重大技術和生產問題的航空引擎之一（另外一款是由西班牙-瑞士公司生產的航空引擎），在戰時一共生產了6,100台，並在一戰期間發揮了重要的作用。此後，萊斯在1915年設計出訂單數量多達2,175台的獵鷹航空引擎（Falcon），同年還製成了另一款鷹式航空引擎（Hawk），以及在1918年推出的兀鷲航空引擎（Condor）。雕式引擎也用於維克斯維米型轟炸機（Vickers Vimy）上，而飛行家約翰·阿爾科克（John Alcock）和亞瑟·惠滕·布朗（Arthur Whitten Brown）在1919年創下人類首次駕駛飛機由西至東無間斷飛行橫越大西洋的紀錄，正是駕駛了配備雕式引擎的維克斯維米型轟炸機。
在萊斯的要求下，勞斯萊斯公司於1929年加入英國隊參加稱為史奈德盃的著名水上飛機競賽。英國隊的準備工作由歐內斯特·海夫斯（Ernest Hives，1886年－1965年）策劃，而萊斯則負責改良由他在1925年設計、擁有850匹馬力的茶隼航空引擎（Kestrel）。改良後的引擎被命名為R型航空引擎（Rolls-Royce R），並裝設於由R·J·米切爾（R. J. Mitchell，1895年－1937年）設計的超級馬林S6型水上飛機（Supermarine S6），結果英國隊在競賽中贏得獎盃。萊斯其後展開深入的設計工作，再加上德比廠房的一連串冶金研究，進一步改良了R型引擎的性能，使英國隊成功在1931年再一次舉辦的史奈德盃競賽中蟬聯獎盃，而英國隊派出的超級馬林S6B型水上飛機，更在競賽中創下時速達408英里的世界紀錄。汲取橫越大西洋和歷次參與史奈德盃競賽的經驗，晚年的萊斯又設計出隼式航空引擎（Merlin）的原型，該款引擎是一款被形容為「茶隼引擎嚴謹升級版」的12氣缸V型引擎，後來更在第二次世界大戰期間被廣泛應用於噴火戰鬥機和颶風戰鬥機上。

### 晚年生涯
萊斯一生只曾擔任曼徹斯特的萊斯公司和德比郡的勞斯萊斯公司兩家公司的董事，他的餘生都把精力投放到勞斯萊斯的設計工作，在公司的影響力也是未有減退。當勞斯萊斯在1931年成功收購競爭對手賓利汽車，萊斯更是不留情面地把該公司的原創辦人W·O·賓利貶抑到勞斯萊斯的倫敦陳列室擔任銷售助理。萊斯生前是英國多家機械工程、電機工程和航空工程組織的會士，另外又於1919年當選皇家文藝學會院士（F.R.S.A.），以及在1930年獲頒授汽車工程師學會獎章。為肯定他在航空工程方面的工作，他在1918年獲英廷頒授OBE勳銜，到1930年更進一步獲冊封為世襲從男爵，並以律倫郡西頓（Seaton）為封邑。
萊斯於1933年4月22日因病卒於英國薩塞克斯郡西威特林家中，終年70歲，死後遺體被安葬於家鄉奧沃爾頓教區教堂的墓園。時任空軍大臣倫敦德里勳爵（Lord Londonderry）在萊斯身後即時發出唁電致悼，謂其逝世是對英國航空發展之一大損失，並對其生前與空軍部的合作予以表揚。由於萊斯死時無子無女，其世襲從男爵爵位也因為後繼無人而斷絕。他的遺產在1933年6月6日經估值後總值112,598英鎊8先令。
為紀念萊斯的成就，英國有多處事物以他命名，當中包括羅浮堡大學的學生宿舍萊斯堂（Royce Hall）；而位於彼得伯勒的女皇門購物中心，也曾經把其中一座停車場命名為萊斯停車場，但商場在2011年翻新後把舊名除掉。位於倫敦的西敏寺，也於1962年10月23日在中殿北側裝上一面紀念萊斯的彩繪玻璃，以誌其對英國的貢獻。1977年，亨利·萊斯爵士紀念基金會在英國成立，該會其後由1992年起與實務工程師學會合辦亨利·萊斯爵士紀念講座，作為工程界對他的紀念。

## 個人生活

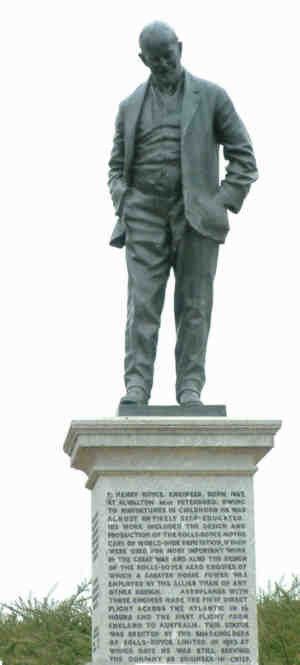
德比郡勞斯萊斯總部外豎立的亨利·萊斯爵士雕像

萊斯在1893年3月16日迎娶倫敦出版商阿爾弗雷德·蓬特（Alfred Punt）的女兒明妮·格雷絲·蓬特（Minnie Grace Punt，？－1936年）為妻；而同一天他的好友歐內斯特·克萊蒙特則迎娶蓬特另一名女兒愛麗絲為妻。萊斯婚後以柴郡納茨福德（Knutsford）為家，他除了把母親由倫敦接到納茨福德居住外，閒時又愛花時間打理家中後花園的玫瑰和果樹。可是，萊斯與妻子沒有子女，兩人婚姻關係也不美滿，最終於1912年以分居收場。此後，萊斯於1912年搬到根德郡聖瑪嘉烈灣居住，一次大戰期間又於薩塞克斯郡西威特林埃爾姆斯達德（Elmstead）買入另一居所，而他在法國南部里維耶拉小村莊勒卡納代勒，也有一座別墅。萊斯晚年卧病在床的時候，都是由看護埃塞爾·奧賓（Ethel Aubin）照顧。

## 榮譽

### 殊勳
- 以下列出榮譽全稱及縮寫：^ 
  - 英帝國官佐勳章（O.B.E.） （1918年1月大戰授勳名單[13]）
  - 世襲從男爵（Bt.） （1930年英皇壽辰授勳名單[14][15]）

### 認可資歷
- 機械工程師學會會士（M.I.M.E.[3]）
- 電機工程師學會會士（M.I.E.E.[3]）
- 汽車工程師學會會士（M.I.A.E.[4]）
- 皇家文藝學會院士（F.R.S.A.[12]）

### 以他命名的事物
- 亨利·萊斯爵士紀念基金會（Sir Henry Royce Memorial Foundation）：1977年成立於英國。[3]
- 亨利·萊斯爵士紀念講座（Sir Henry Royce Memorial Lecture），由亨利·萊斯爵士紀念基金會與實務工程師學會自1992年起合辦。[3]
- 萊斯堂（Royce Hall）：羅浮堡大學一座學生宿舍。[16]
- 萊斯停車場（Royce car park）：彼得伯勒女皇門購物中心其中一座停車場，於2011年翻新後除名。[17]

## 注腳
1. 1 2 3  "Sir Henry Royce – A Biography" (retrieved on 6 Jul7 2014)
2. 1 2 3 4  Georgano (1983), p.8.
3. 1 2 3 4 5 6 7 8 9 10 11 12 13 14 15 16 17 18 19 20 21 22 23 24 25  "Sir Frederick Henry Royce" (retrieved on 6 July 2014)
4. 1 2 3 4 5 6  "Frederick Henry Royce" (retrieved on 6 July 2014)
5. 1 2 3 4 5 6 7 8 9 10 11 12 13 14 15 16 17 18 19 20 21 22 23 24 25 26 27 28 29 30 31 32 33 34 35 36 37 38 39 40 41  Jeremy (2004)
6. 1 2 3 4 5  The Aeroplane (1933), p.711.
7. 1 2 3  Proceedings of the Institution of Electrical Engineers (1922), p.950.
8. ↑  McCraw (1997), p.99.
9. 1 2 3  McCraw (1997), p.101.
10. ↑  McCraw (1997), p.102.
11. 1 2 3  McCraw (1997), p.108.
12. 1 2 3  Journal of the Royal Society of Arts (1933), pp.587-588.
13. 1 2  "Supplement to Issue 30460 （页面存档备份，存于）", London Gazette, 4 January 1918, p.385.
14. 1 2  "Supplement to Issue 33611 （页面存档备份，存于）", London Gazette, 30 May 1930, p.3473.
15. 1 2 3  "ROYCE of Seaton, Rutland" (retrieved on 6 July 2014)
16. 1 2  "Royce Hall" (retrieved on 6 July 2014)
17. 1 2  "Peterborough car parks drop names of historic figures" (1 November 2011)
18. ↑  "History - Sir Henry Royce" (retrieved on 6 July 2014)
19. ↑  Georgano (1983), p.26.

## 外部連結
- 亨利·萊斯爵士紀念基金會 （页面存档备份，存于）
- 勞斯萊斯公司（页面存档备份，存于）
- 勞斯萊斯汽車（页面存档备份，存于）
- 勞斯萊斯及賓利 （页面存档备份，存于）